# کالدینی
کالدینی ((به انگلیسی: chaldene) /kælˈdi:ni/)، (یونانی: Χαλδηνή) که با نام ژوپیتر XXI هم خوانده می‌شود، از قمرهای سیاره مشتری است. این قمر در سال۲۰۰۰ توسط تیمی از ستاره شناسان دانشگاه هاوایی به رهبری اسکات اس.شپرد و همکاران کشف شد؛ و با نام موقت اس/۲۰۰۰جی ۱۰ نامگذاری شد.
کالدینی حدود۳٫۸کیلومتر قطر دارد. متوسط مدارش ۲۲٬۷۱۳ مگامتر است و دوره آن ۶۹۹٫۳۲۷ روز بوده و انحراف آن ۱۶۷ درجه نسبت به دائرةالبروج و (۱۶۹ درجه نسبت به استوای مشتری) است. حرکت این قمر رجوعی و خروج از مرکز مدار آن ۰٫۲۹۱۶ است.
در ماه اکتبر ۲۰۰۲ به نام کالدینی مادر سولیموس فرزند زئوس از اساطیر یونانی نامیده شد.
این قمر به گروه کارمه تعلق دارد که قمرهای نامنظمی دارد که با حرکت مخالف گرد و فاصله بین ۲۳ و ۲۴ گیگا متر و انحراف ۱۶۵ درجه به دور مشتری می‌چرخند.